# 日和田館
日和田館（ひわだたて）は、福島県郡山市日和田町字舘にあった日本の城（平山城）。現在は建物はなく土塁等の跡のみ残る。

## 概説
築城の時期ははっきりしないが、戦国時代に安積郡付近を治めていた安積伊東氏が、それまで西に約900mほどの平地にあった日和田古館の機能を守りやすい丘陵地に移すために築城したと考えられる。
1582年（天正10年）、畠山義国が当時は田村氏支配下の高倉城をめぐって田村氏と争い、敗れた田村方についていた城主の安積左衛門が畠山氏傘下に入ったという記録が江戸時代中期の歴史書『奥陽仙道表鑑』に残る。その後の1590年（天正18年）、この地が蒲生氏支配下に入ると安積左衛門は浪人となったと伝えられる。
現在は福島県道357号岩根日和田線沿いの丘に土塁や堀、土橋などの跡とみられる地形が残っている他、北西に約200mほどの館集会所付近には、城主の安積左衛門の墓が残されている。

## 周辺
- 安積左衛門の墓 - 城主の墓北緯37度26分59.7秒 東経140度23分2.3秒
- 日和田古館跡 - 日和田館以前の拠点、跡地は住宅地だがショッピングモールフェスタ北側に堀の一部がほぼ完全な形で残る北緯37度26分47.4秒 東経140度22分36.8秒

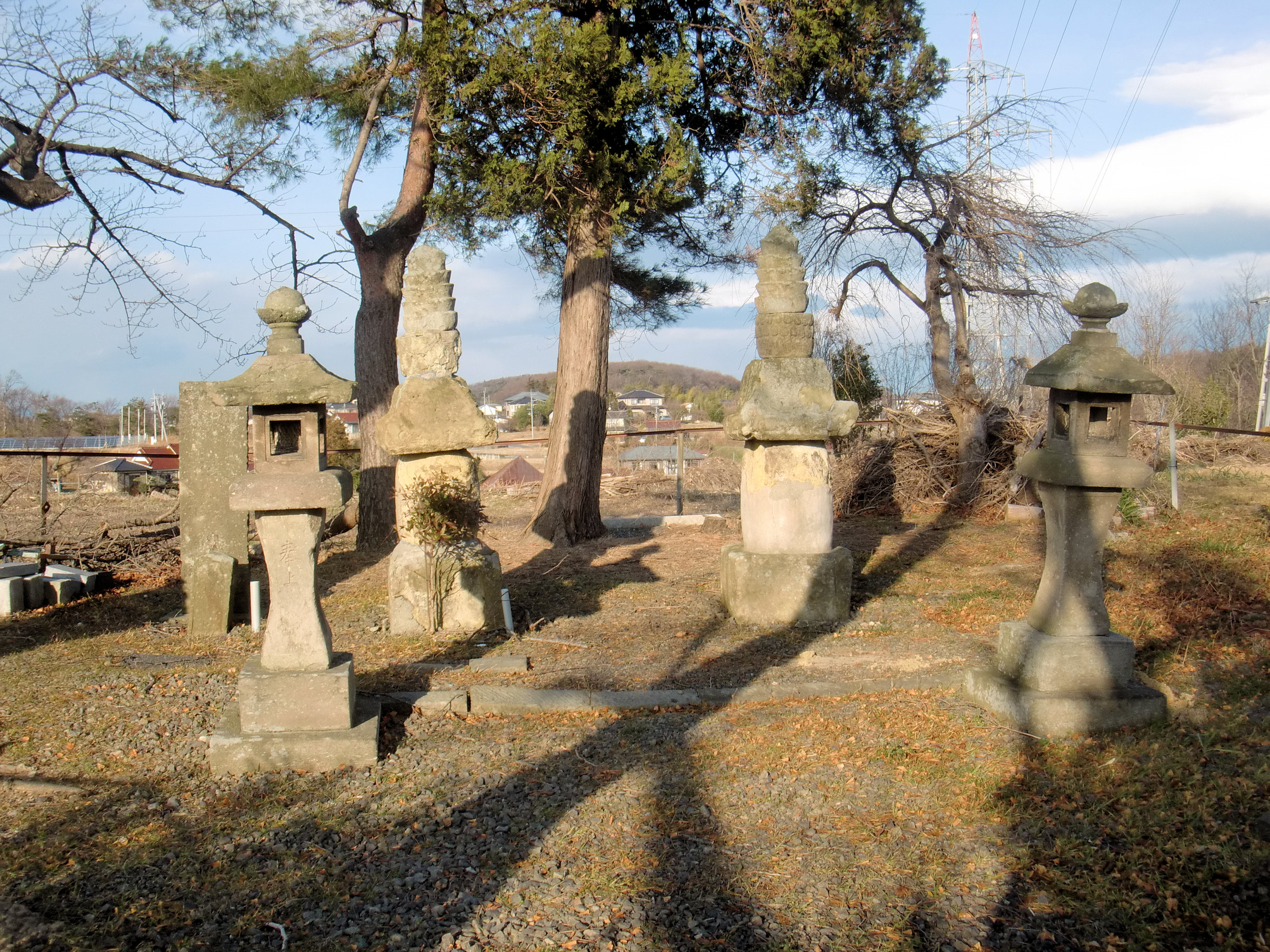
安積左衛門の墓
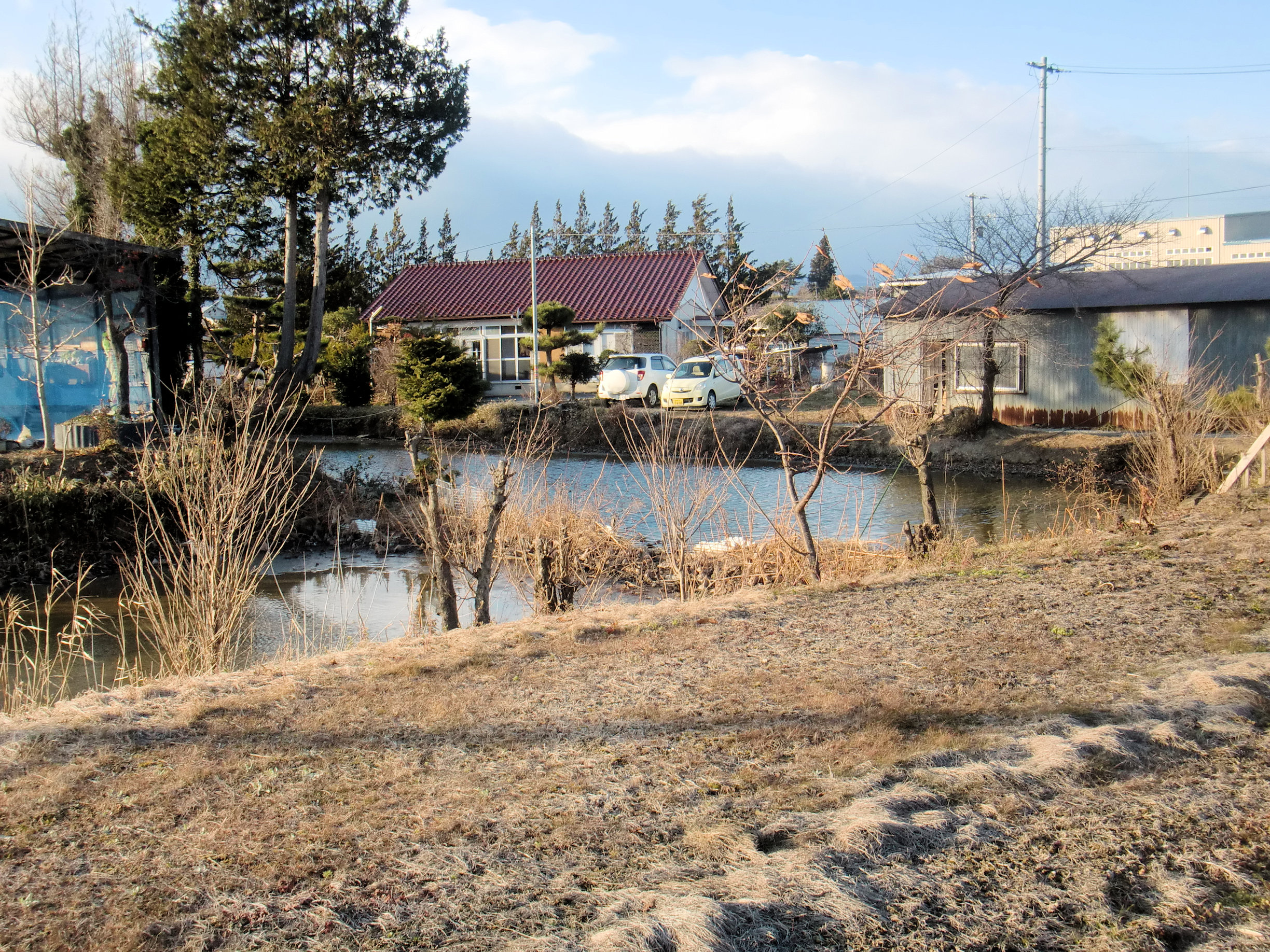
日和田古館